# Armann Hreinsson
Armann Hreinsson, född den 4 november 1984 på Island, är en svensk komiker med anknytning till produktionsbolaget Under Produktion AB samt rappare.

## Biografi
Armann Hreinsson tillbringade sina uppväxtår i Staffanstorp.
Armann Hreinsson inledde sin karriär i underhållningsbranschen som en del av rapparkollektivet Rappare i Samverkan där han medverkade inom flera konstellationer, bland annat Dom Viktiga Skorna. En rapduo Armann utgör tillsammans med Färska Prinzen. Duon producerar sen 2018 även den veckovis utgivna podcasten Music Görnings Podcaster där en del av konceptet är att ge ut en ny låt varje vecka, oftast under Dom Viktiga Skornas namn.
Armann driver även podcasten Mata Grisen som görs ihop med Kim Malmqvist och podcasten Måndag som han ger ut tillsammans med Petrina Solange och Johannes Finnlaugsson. Tillsammans med Simon Svensson turnerade han år 2017 och 2018 med stand up showerna Tuff och Tuff 2.
Sommaren 2018 uppstod en kontrovers kring låten ”Knulla Barn”, som Armann Hreinsson tillsammans med Simon Gärdenfors och Mr Cool är upphovsman till, något som ledde till att en planerad standupturné avbokades på flertalet orter.
Han medverkade 2018 som statist i SVT-serien Sagan om Dilan och Moa.